# Ilze Graubiņa
Ilze Graubiņa (née à Riga en 1941, décédée en 2001) est une pianiste classique lettonne. 

## Biographie
Ilze Graubina se forme au Conservatoire Tchaïkovski de Moscou auprès d'Abram Shatskes et Jakov Flier, à qui elle sert ensuite d'assistante. En 1962, elle participe à la première compétition internationale de piano Van Cliburn aux États-Unis et un diplôme lui est remis en récompense. 
Graubiņa remporte le premier prix au Concours international Jean-Sébastien-Bach de 1964 à Leipzig, ce qui lance son activité de concertiste. Trois ans plus tard, elle est nommée enseignante au Conservatoire d'État Jāzeps-Vītols, où elle a notamment pour élèves Andros Grigalis, Sandra Jalanecka, Karina Jermaka, Inese Klotina, Olga Pryadko, Victor Santapau et Manuel Angel Ramirez.
Son premier disque est un album monophonique de Jean-Sébastien Bach pour Melodiya.
En 1980 elle publie un LP où elle joue six sonates de Domenico Scarlatti : K. 162, 25, 29, 126, 470 et 239.